# Borzicactus fieldianus
Borzicactus fieldianus ist eine Pflanzenart in der Gattung Borzicactus aus der Familie der Kakteengewächse (Cactaceae). Das Artepitheton fieldianus ehrt den US-amerikanischen Philanthropen Marshall Field, der 1922 eine botanische Expedition nach Südamerika finanzierte.

## Beschreibung
Borzicactus fieldianus wächst strauchig bis baumförmig mit an der Basis verzweigenden, aufrechten oder halb niederliegenden Trieben. Sie bildet oft Dickichte und erreicht bei Durchmessern von bis 8 Zentimetern Wuchshöhen von 3 bis 6 Metern. Es sind 5 bis 9 Rippen vorhanden, die häufig in deutlich abgesetzte, längliche Höcker gegliedert sind. Die darauf befindlichen großen Areolen sind durch Einkerbungen voneinander getrennt. Die 1 bis 3 kräftigen, weißlichen Mitteldornen sind bis 4 Zentimeter lang. Die 6 bis 8 Randdornen sind weißlich, unterschiedlich lang und weisen Längen bis zu 1 Zentimeter auf.
Die roten Blüten sind 6 bis 8 Zentimeter lang. Ihre Blütenhüllblätter sind weit öffnend. Die kugelförmigen Früchte erreichen Durchmesser bis zu 4 Zentimetern.

## Verbreitung, Systematik und Gefährdung
Borzicactus fieldianus ist in den peruanischen Regionen Cajamarca, La Libertad, Ancash und Lima in Höhenlagen von 1000 bis 3200 Metern verbreitet.
Die Erstbeschreibung erfolgte 1923 durch Nathaniel Lord Britton und Joseph Nelson Rose. Nomenklatorische Synonyme sind Clistanthocereus fieldianus (Britton & Rose) Backeb. (1937), Cleistocactus fieldianus (Britton & Rose) D.R.Hunt (1987) und Echinopsis fieldiana (Britton & Rose) Molinari (2015).
Es werden folgende Unterarten unterschieden:
- Borzicactus fieldianus subsp. fieldianus
- Borzicactus fieldianus subsp. tessellatus (Akers & Buining) G.J.Charles

In der Roten Liste gefährdeter Arten der IUCN wird die Art als „Least Concern (LC)“, d. h. als nicht gefährdet geführt. Die Unterarten wurden nicht separat erfasst.

## Nachweise